# آقای جاهل
آقای جاهل فیلمی به کارگردانی رضا میرلوحی و نویسندگی ناصر محمدی محصول سال ۱۳۵۲ است.

## خلاصه داستان
قصه اصلی این فیلم برگرفته از فیلم رقاصه شهر است. محسن (همایون) صاحب کارخانه در زندگی مشترکش با آرام که قمارباز است، دچار مشکل شده است که باعث رفتن او به همراه عزت (مرتضی عقیلی) راننده شرکت به کافه شمشاد و علاقه‌اش به نازی (هاله) رقاصه کافه می‌شود. محسن برای نزدیکی و آشنایی با نازی مجبور به یادگیری رفتار افراد جاهل از عزت می‌شود. نازی رفیقه جاهلی بنام تقی خروس (بهرام وطن پرست) است. تقی خروس برای خارج کردن محسن از زندگی نازی نقشه‌ای می‌کشد.

## بازیگران
- همایون
- مرتضی عقیلی
- هاله
- بهرام وطن‌پرست
- آرام
- نادیا
- نعمت‌الله گرجی
- فریبا فروهر
- علی دهقان
- نریمان شیری فرد
- حسین شهاب
- رضا حاجیان
- ذبیح‌اله ذبیح پور
- جلال موسوی